# 阿内罗斯
阿内罗斯是巴西塞阿拉州的一个市镇。总面积1066.426平方公里，总人口7284人，人口密度6.8人/平方公里。